# 쁠래이꾸 공항
쁠래이꾸 공항(베트남어: Sân bay Pleiku, 坡離俱空港, IATA: PXU)은 베트남의 비행장으로 쁠래이꾸에 있는 국제공항이다. 쁠래이꾸 시내 중부에 있으며, 시내 중심부로부터 6km 밖에 소재해 있다. 시내에서 버스나 택시로 약 10분~15분이 걸린다.
항공여객 및 화물을 수송해왔으며, 동허이 공항은 현재 연간 300,000명 이상의 승객이 이용하고 있다. 서비스를 원활히 제공하도록 항공기 에어버스 ATR-72 등 항공버스를 운영하고 있다. 또한 공항장 주변에는 택시 정류장도 있다.

## 운항 노선

### 국내선
| 항공사          | 목적지                 |
| --------------- | ---------------------- |
| 베트남 항공     | 하노이, 호치민         |
| 비엣젯 항공     | 하노이, 호치민, 하이퐁 |
| 뱀부 에어웨이스 | 하노이                 |

## 같이 보기
- 베트남의 공항 목록